# South of Nowhere
South of Nowhere est une série télévisée américaine en 40 épisodes de 22 minutes créée par Tom Lynch et diffusée du 4 novembre 2005 au 12 décembre 2008 sur Noggin pendant son bloc de programmes pour adolescents, The N.
En France, la série est diffusée depuis le 3 mars 2007 sur Filles TV, puis rediffusée sur MTV.

## Synopsis
Les Carlin, famille dysfonctionnelle venant de l'Ohio débarquent à Los Angeles afin de prendre un nouveau départ mais se retrouve rapidement dépaysée face à cette nouvelle vie. C'est alors que la famille se remet en question face aux nouvelles situations rencontrées, surtout pour leurs trois enfants : Spencer (16 ans), Glen (17 ans) et Clay (17 ans, Afro-américain, adopté), et quand Spencer commence une histoire d'amour avec Ashley, une fille de sa classe, le destin de la famille va être bouleversé.

## Distribution
- Gabrielle Christian (VF : Marie Millet-Giraudon) : Spencer Carlin
- Mandy Musgrave (VF : Jessica Monceau) : Ashley Davies
- Matt Cohen (VF : Pascal Grull) : Aiden Dennison
- Chris Hunter (VF : Taric Mehani) : Glen Carlin
- Danso Gordon (VF : Fabrice Fara) : Clay Carlin (2005-2006)
- Rob Moran (VF : Patrice Baudrier) : Arthur Carlin
- Maeve Quinlan (VF : Céline Duhamel) : Paula Carlin
- Valery Ortiz (VF : Valérie de Vulpian) : Madison Duarte
- Austen Parros (VF : Jonathan Amram) : Sean Miller (2005-2006)
- Aasha Davis (VF : Olivia Luccioni) : Chelsea Lewis
- Eileen Boylan (VF : Philippa Roche) : Kyla Woods (2006-)
- Kyle Searles (VF : Olivier Podesta) : Jake Kessler (2007-)
- Kate French (VF : Laura Blanc) : Sasha Miller (2007-)

## Épisodes

### Première saison (2005-2006)
1. Vérités secrètes [1/2] (Secret Truths [1/2])
2. Vérités secrètes [2/2] (Secret Truths [2/2])
3. Tout le monde peut se tromper (Friends, Lovers, Brothers and Others)
4. À prendre ou à laisser (Put Out or Get Out)
5. La première fois (First Time)
6. Sentiments confus (Girl's Guide To Dating)
7. Amitiés particulières (Friends With Benefits)
8. Une nouvelle copine pour Ashley (Under my Skin)
9. Ashley vs Madison (Shake, Rattle & Roll)
10. Dis-moi que je me trompe (Say It Ain't So, Spencer)
11. L'heure du choix (What Just Happened ?)

### Deuxième saison (2006)
1. La dernière fois [1/2] (The Morning After)
2. La dernière fois [2/2] (Dad Went to Heaven and All I Got Was This Stupid Half Sister)
3. Ma sœur et moi (Behind the Music)
4. Devine qui vient dîner ce soir ? (Guess Who's Coming "Out" To Dinner)
5. Avoir le courage de ses opinions (Rules of Engagement)
6. Titre français inconnu (That Is So Not Mom)
7. Révélations (Come Out, Come Out, Wherever You Are)
8. Le monde s'écroule (That's the Way the World Crumbles)
9. Titre français inconnu (Objects May Be Closer Than They Appear)
10. Tous les coups sont permis (Love and War, Love and War)
11. Sur la route (Love, Child and Videotape)
12. Toutes ses filles (Too Many Girls, Not Enough Aiden)
13. Le bal de fin d'année (Trouble In Paradise)

### Troisième saison (2007-2008)
1. Une rentrée difficile (The Valley of the Shadows)
2. Entre les deux mon cœur balance (Can't Buy Me Love)
3. Les reines de la nuit (The It Girls)
4. Titre français inconnu (Spencer's New Girlfriend)
5. Titre français inconnu (The Truth Hurts)
6. Titre français inconnu (Fighting Crime)
7. Titre français inconnu (Saturday Night Is For Fighting)
8. Jamais sans ma mère (Gay Pride)
9. Un mauvais soir (Career Day)
10. Spencer a 18 ans (Spencer's 18th Birthday)
11. Vite un job (A Very Inconvenient Truth)
12. Illusions et désillusions (Love and Kisses)
13. Mieux vaut tard que jamais (Better Late Than Never)
14. Le choix de Chelsea (Past, Present and Future)
15. Miraculé (Taking Seconds)
16. À chacun ses rêves (On the precipice)